# Comitatul Greenbrier, Virginia de Vest
Comitatul Greenbrier (/ˈɡriːnbraɪ.ər/) este un comitat din statul american Virginia de Vest. La recensământul din 2020, populația era de 32.977 de locuitori.[1] Reședința sa este Lewisburg.[2] Comitatul a fost format în 1778 din comitatele Botetourt și Montgomery din Virginia.[3][4] 

## Istorie
Înainte de sosirea coloniștilor europeni-americani, în jurul anului 1740, Greenbrier County, ca și cea mai mare parte a Virginiei de Vest, a fost folosit ca teren de vânătoare de către națiunile Shawnee și Cherokee. Aceștia numeau acest ținut Can-tuc-kee.
Liderii Shawnee, inclusiv Pucksinwah și mai târziu fiul său Tecumseh, au fost alarmați de sosirea coloniștilor europeni, care până în 1771 au înființat un comerț extins în zonă. Registrele de zi ale primilor comercianți Sampson și George Mathews au înregistrat vânzări către Shawnee care includeau articole de lux precum mătase, pălării, argint și costume croite[5] Liderii Shawnee se temeau de pierderea terenurilor de vânătoare, care erau vitale pentru supraviețuirea lor. Ei credeau că coloniștii albi vor continua să le invadeze teritoriul în aval, pe râul Ohio.
Confruntările, uneori violente, s-au înmulțit între indigeni și coloniști. În 1774, contele de Dunmore, pe atunci guvernator al coloniilor New York și Virginia, a decis să ridice o armată de 3.000 de oameni pentru a-i ataca pe Shawnees în ținutul lor natal din actualul Ohio. Jumătate dintre acești oameni au fost încorporați la Fort Pitt, în timp ce cealaltă jumătate s-a adunat la Fort Union sub comanda generalului Andrew Lewis. Orașul Lewisburg de astăzi s-a dezvoltat în jurul fortului și a fost numit după acest comandant. La începutul lunii octombrie a aceluiași an, forța lui Lewis a mărșăluit în aval până la gura râului Kanawha. Aceștia au luptat în Bătălia de la Point Pleasant împotriva unei forțe Shawnee conduse de Hokoleskwa, cunoscut și sub numele de Cornstalk. Acest loc s-a dezvoltat mai târziu ca orașul Point Pleasant, Virginia de Vest. 
Coloniștii europeni au fost supuși la o serie de raiduri ale nativilor americani în perioada colonială, inclusiv un raid asupra Fort Randolph și mai târziu asupra Fort Donnally, locuit atunci de 25 de bărbați și 60 de femei și copii. Unul dintre apărătorii eroici ai Fortului Donnally a fost un sclav afro-american pe nume Dick Pointer. Pointer, despre care se spune că avea o înălțime de aproape 2,1 m, a apărat ușa din bușteni cu Philip Hamman, dându-le coloniștilor suficient timp să se trezească și să se apere. Mai târziu, Pointer s-a adresat Adunării Generale din Virginia și a făcut un apel emoționant, spunând că „în declinul vieții” a cerut să fie eliberat pentru apărarea Fortului Donnally. Relatările istorice diferă în ceea ce privește faptul dacă legislativul i-a îndeplinit dorința. Mormântul său este marcat lângă Carnegie Hall în sediul comitatului Lewisburg, iar un indicator istoric se află în mod proeminent în mijlocul cimitirului din Lewisburg. Arma lui Pointer este expusă permanent la The Greenbrier Historical Society și la John A. North House Museum din Lewisburg.
În timpul crizei de secesiune din 1861, cetățenii din Greenbrier l-au ales pe Samuel Price ca delegat al lor la convenția de la Richmond. La 17 aprilie 1861, ziua în care a fost adoptată ordonanța de secesiune a Virginiei, el a votat împotriva acesteia, dar mai târziu s-a răzgândit și a semnat documentul oficial[6] Când a avut loc votul public asupra ordonanței de secesiune, la 23 mai 1861, comitatul Greenbrier a votat cu 1.000 la 100 în favoarea secesiunii[7] Războiul Civil a ajuns în comitat la mijlocul anului 1861, iar în zonă s-au dat mai multe bătălii, inclusiv la Lewisburg în mai 1862 și la White Sulphur Springs în august 1863. Ambele bătălii au fost victorii ale Uniunii. Comitatul Greenbrier a devenit parte a noului stat Virginia de Vest, deși nu a participat niciodată la niciunul dintre voturile organizate de guvernul restaurat din Wheeling. Virginia de Vest a contribuit cu aproximativ 20.000 de oameni la Uniune și cu o cantitate egală la armata confederată, aproximativ 2.000 de oameni din comitatul Greenbrier alăturându-se armatei confederate[8][9].
În 1863, comitatele din Virginia de Vest au fost împărțite în comune civile, cu intenția de a încuraja administrația locală. Acest lucru s-a dovedit a fi nepractic în acest stat puternic rural, iar în 1872 comunele au fost transformate în districte magistrale[10] Comitatul Greenbrier a fost inițial împărțit în zece comune: Anthony's Creek,[i] Big Levels, Blue Sulphur, Falling Spring,[ii] Fort Spring, Irish Corner, Lewisburg, Meadow Bluff, White Sulphur, și Williamsburg. Districtul Lewisburg a fost co-extensiv cu orașul Lewisburg până în 1871, când Big Levels Township a fost împărțit între Lewisburg și Falling Spring Townships. În același an, Summers County a fost format din părți ale comitatelor Greenbrier, Fayette, Mercer și Monroe. Porțiunea din comitatul Greenbrier care a devenit parte a comitatului Summers a aparținut de Blue Sulphur Township. În 1872, cele nouă townships rămase au devenit districte magistrale. Un al zecelea district, Frankford, a fost creat dintr-o parte a districtului Falling Spring între 1910 și 1920. În anii 1990, cele zece districte magisteriale istorice au fost consolidate în trei noi districte: Eastern, Western și Central[11].
Ceea ce se pretinde a fi cel mai vechi teren de golf din Statele Unite a fost fondat în 1884 la nord de White Sulphur Springs de către familia Montague. 
Celebrul proces „Fantoma din Greenbrier” a avut loc la Biserica Sam Black. Zona Heaster Shue, soția lui Edward Shue, a fost găsită moartă pe 23 ianuarie 1897. Medicul legist a menționat inițial cauza morții ei ca fiind „leșin veșnic”, apoi ca fiind „naștere”. Mama lui Shue, Mary Jane Heaster, a declarat în instanță că fantoma fiicei sale a vizitat-o în patru ocazii diferite, susținând că gâtul ei a fost rupt de soțul ei, care a strangulat-o într-un acces de furie. Cadavrul lui Shue a fost exhumat și, pe baza rezultatelor autopsiei, Edward Shue a fost judecat și condamnat pentru crimă. Un marcaj istoric situat de-a lungul U.S. Route 60 la Sam Black Church descrie acest caz ca fiind „[singurul] caz cunoscut în care mărturia unei fantome a ajutat la condamnarea unui criminal”[12][13].
În deceniul dinaintea celui de-al Doilea Război Mondial, mai multe tabere ale Corpului de Conservare Civilă (CCC) au fost amplasate de-a lungul râului Greenbrier.
În cea mai mare parte a secolului al XX-lea, Meadow River Lumber Company a operat cea mai mare fabrică de cherestea din lume din lemn de esență tare în Rainelle. 
În timpul celui de-al Doilea Război Mondial, hotelul The Greenbrier a fost folosit ca spital militar. Secțiuni au fost folosite ca centru de internare pentru diplomații Axei care au rămas blocați în Statele Unite în timpul războiului. Când războiul s-a încheiat, armata a returnat hotelul sub control privat, iar acesta s-a redeschis ca hotel. În timpul anilor Războiului Rece, sub o secțiune a noii construcții a hotelului a fost construit un buncăr subteran de mari dimensiuni, pentru a servi drept refugiu secret al Congresului în cazul unui atac nuclear. Acesta a fost unul dintre locurile care au fost folosite ca parte a Planului de continuitate a operațiunilor Statelor Unite. După ce a fost semnalat într-un articol din 1992, în urma căderii Uniunii Sovietice, guvernul SUA l-a dezafectat ca sit guvernamental.
În inundațiile din iunie 2016 care au afectat statul Virginia de Vest, comitatul Greenbrier a suferit 16 victime, cele mai multe dintre toate comitatele[14]. 

## Geografie
Conform Biroului de recensământ al Statelor Unite, comitatul are o suprafață totală de 2.650 km2, din care 2.600 km2 sunt terenuri și 13 km2 (0,5%) sunt apă[15].[15] Este al doilea cel mai mare comitat din Virginia de Vest ca suprafață.
O mare parte din suprafața părților nordice și vestice ale comitatului este fie publică (Pădurea Națională Monongahela), fie terenuri carbonifere, fie păduri private, deținute de companii precum MeadWestvaco și CSX.
În 2005, Invenergy, LLC din Chicago, Illinois, a anunțat că intenționează să construiască parcul eolian Beech Ridge Wind Farm, în valoare de 300 de milioane de dolari și cu 124 de turbine, de-a lungul vârfurilor mai multor munți din Greenbrier County. Parcul eolian ar urma să producă 186 megawați de energie electrică. Dezvoltarea, care trebuia inițial să înceapă la sfârșitul anului 2007, a fost blocată atunci când Curtea Supremă a statului a acceptat să audieze cazul intentat de opozanții proiectului[16]. În cele din urmă, Curtea Supremă a decis în favoarea dezvoltatorilor, deschizând calea pentru începerea construcției în vara anului 2009. Cu toate acestea, în luna iulie a aceluiași an, o instanță districtuală din Maryland a acceptat să audieze un caz intentat de opozanți[17]. 

### Județe adiacente
- Webster County (nord)
- Pocahontas County (nord-est)
- Bath County, Virginia (est)
- Alleghany County, Virginia (sud-est)
- Monroe County (sud)
- Summers County (sud-vest)
- Fayette County (vest)
- Nicholas County (nord-vest)

### Arii naționale protejate
- Lost World Caverns
- Monongahela National Forest (part)
- Organ Cave System
- Greenbrier State Forest
- Washington/Jefferson National Forest (WV/VA Line)

## Demografie

### Recensământul din 2000
La recensământul din 2000, în județ locuiau 34.453 de persoane, 14.571 de gospodării și 9.922 de familii. Densitatea populației era de 34 de
 persoane pe milă pătrată (13 persoane/km2). Existau 17.644 de locuințe cu o densitate medie de 17 unități pe milă pătrată (6,6 unități/km2). Compoziția rasială a comitatului era de 95,23% albi, 3,04% negri sau afro-americani, 0,34% nativi americani, 0,19% asiatici, 0,01% din insulele Pacificului, 0,15% din alte rase și 1,04% din două sau mai multe rase. 0,68% din populație erau hispanici sau latino-americani de orice rasă.
Existau 14.571 de gospodării, din care 27,60% aveau copii sub 18 ani care locuiau cu ei, 54,20% erau cupluri căsătorite care locuiau împreună, 10,70% aveau o femeie în gospodărie fără soț și 31,90% erau familii. 28,60% din totalul gospodăriilor erau alcătuite din persoane fizice, iar 13,40% aveau o persoană care locuia singură și care avea 65 de ani sau mai mult. Mărimea medie a gospodăriei era de 2,32, iar mărimea medie a familiei era de 2,83.
În județ, populația era repartizată, cu 21,60% sub 18 ani, 7,70% între 18 și 24 de ani, 26,10% între 25 și 44 de ani, 26,90% între 45 și 64 de ani și 17,70% care aveau 65 de ani sau mai mult. Vârsta mediană a fost de 42 de ani. La fiecare 100 de femei erau 92,50 bărbați. La fiecare 100 de femei cu vârsta de 18 ani și peste, existau 88,80 bărbați.
Venitul mediu pentru o gospodărie din județ era de 26.927 de dolari, iar venitul mediu pentru o familie era de 33.292 de dolari. Bărbații au avut un venit median de 26.157 de dolari, față de 19.620 de dolari pentru femei. Venitul pe cap de locuitor pentru județ a fost de 16.247 de dolari. Aproximativ 14,50% dintre familii și 18,20% din populație se aflau sub pragul sărăciei, inclusiv 23,70% dintre cei cu vârsta sub 18 ani și 16,00% dintre cei cu vârsta de 65 de ani sau peste. 

### Recensământul din 2010
La recensământul din Statele Unite din 2010, în județ locuiau 35.480 de persoane, 15.443 de gospodării și 9.903 familii. Densitatea populației era de 34,8 locuitori pe milă pătrată (13,4/km2). Existau 18.980 de locuințe, la o densitate medie de 18,6 unități pe milă pătrată (7,2 unități/km2). Compoziția rasială a comitatului era de 94,6% albi, 2,8% negri sau afro-americani, 0,4% asiatici, 0,3% indieni americani, 0,4% din alte rase și 1,5% din două sau mai multe rase. Persoanele de origine hispanică sau latină reprezentau 1,2% din populație. În ceea ce privește strămoșii, 17,8% erau irlandezi, 17,0% erau germani, 12,0% erau englezi și 10,0% erau americani.
Din cele 15 443 de gospodării, 26,1% aveau copii sub 18 ani care locuiau cu ei, 48,9% erau cupluri căsătorite care locuiau împreună, 10,8% aveau o femeie în gospodărie fără soț prezent, 35,9% erau non-familii, iar 30,6% din toate gospodăriile erau formate din persoane fizice. Mărimea medie a gospodăriei era de 2,26, iar mărimea medie a familiei era de 2,79. Vârsta medie era de 45,0 ani.
Venitul mediu pentru o gospodărie din județ era de 33.732 de dolari, iar venitul mediu pentru o familie era de 43.182 de dolari. Bărbații au avut un venit median de 34.845 de dolari, față de 27.254 de dolari pentru femei. Venitul pe cap de locuitor pentru județ a fost de 20.044 de dolari. Aproximativ 14,7% dintre familii și 19,4% din populație se aflau sub pragul sărăciei, inclusiv 23,5% dintre cei cu vârsta sub 18 ani și 13,6% dintre cei cu vârsta de 65 de ani sau mai mult.

## Politică
La fel ca și statul în sine, comitatul s-a deplasat mai mult spre dreapta de la începutul secolului XXI, Bill Clinton fiind ultimul candidat la președinție care a câștigat comitatul în 1996. Acesta a avut în continuare a mers în favoarea candidaților democrați la alte alegeri până la mijlocul și sfârșitul anilor 2010, cum ar fi alegerile pentru guvernator din 2016, iar în 2018 de către Joe Manchin în cursa pentru Senat.

## Lege și guvernare
La fel ca toate comitatele din Virginia de Vest, comitatul Greenbrier este condus de o comisie județeană formată din trei persoane alese. Printre ceilalți funcționari aleși se numără șeriful, secretarul comitatului, secretarul de circuit, evaluatorul, procurorul, topograful și trei magistrați.

## Educație

### Școli publice
Greenbrier County Schools este sistemul școlar care funcționează în cadrul Greenbrier County. Sistemul școlar este condus de Consiliul de învățământ al comitatului Greenbrier, care este ales în mod nepartizan. Superintendentul școlilor, care este numit de consiliul de administrație, asigură supravegherea administrativă a sistemului. Biroul Consiliului școlar este situat pe Church Street în Lewisburg. Urmând o tendință în Virginia de Vest, școlile de la nivelul secundar sunt consolidate, în timp ce școlile primare continuă să fie situate în cadrul comunităților mici.
- Școala primară Alderson
- Școala primară Crichton
- Școala gimnazială Eastern Greenbrier
- Școala primară Frankford
- Școala secundară Greenbrier East High School
- Școala Gimnazială Greenbrier West
- Școala Elementară Lewisburg
- Școala primară Rainelle
- Școala Elementară Ronceverte
- Școala primară Rupert
- Școala Elementară Smoot
- Școala Gimnazială Western Greenbrier
- Școala Elementară White Sulphur Springs

### Școli private
- Școala Greenbrier Community School (fostă Greenbrier Episcopal School)
- Academia Seneca Trail
- Școala creștină Renick
- Academia Baptistă Lewisburg

### Fostele școli (incomplet)
- Liceul Alderson/Jr. High School
- Școala Alvon/Neola (lângă White Sulphur Springs)
- Școala Baldwin
- Școala Boling
- Școala Brushy Flat
- Școala Charmco
- Școala Chestnut Ridge
- Crichton High/Jr. High
- Școala Crawley
- Școala East Rainelle
- Frankford High/Jr. High School
- Școala Friars Hole
- Biserica/școala Greenbrier (Bingham Mountain)
- Liceul Greenbrier High/Jr.High School (Ronceverte)
- Greenbrier School of Practical Nursing (campusul liceului Greenbrier East High School)
- Școala intermediară Lewisburg
- Lewisburg Elem./Jr. High School (Lewisburg High/Jr./Elem.)
- Școala May
- Școala Mill Spring
- Școala Mt. Vernon
- Școala New Piedmont
- Rainelle Christian Academy (RCA)
- Școala Rainelle High/Jr. High School
- Liceul Renick High/Jr. High School
- Școala primară Renick
- Școala Rockcamp
- Rupert High/Jr. High School
- Liceul Smoot/Jr. High School
- Școala Snowflake
- Școala Sugar Grove
- Școala Vires
- White Sulphur Springs High/Jr. High School
- Școala Whiteoak Grove
- Williamsburg High/Jr. High School
- Școala primară Williamsburg

### Altele
Școlarizare alternativă/la domiciliu (la nivelul întregului județ)
Școala virtuală de stat din Virginia de Vest

### Colegii și universități
- Colegiul comunitar și tehnic New River (NRCTC), Campusul Greenbrier Valley
- Școala de Medicină Osteopată din Virginia de Vest (WVSOM)

## Transport

### Aeroporturi
Aeroportul Greenbrier Valley este un aeroport cu o singură pistă, situat la 5 km nord de Lewisburg, Virginia de Vest. Zborurile sunt asigurate de Contour Airlines.

### Căi ferate
Amtrak, serviciul național de transport feroviar de pasageri, oferă servicii către White Sulphur Springs și Alderson pe ruta Cardinal.

### Autostrăzi majore
- Interstate 64
- U.S. Route 60
- U.S. Route 219
- West Virginia Route 12
- West Virginia Route 20
- West Virginia Route 39
- West Virginia Route 55
- West Virginia Route 63
- West Virginia Route 92

## Comunități

### Orașe Majore
- Lewisburg (reședința comitatului)
- Ronceverte
- White Sulphur Springs

### Orașe
- Alderson (parțial situat în comitatul Monroe)
- Falling Spring (cunoscut și sub numele de Renick)
- Quinwood
- Rainelle
- Rupert

### Localitate desemnată de recensământ
- Fairlea

### Districtele magisteriale
- Central
- Est
- Vest

### Districte istorice
- Anthony's Creek - reprezentat de primarul Terry „Mountain” McLaughlin
- Big Levels
- Blue Sulphur
- Falling Spring (uneori Falling Springs)
- Fort Spring
- Frankfort
- Irish Corner
- Lewisburg
- Meadow Bluff
- White Sulfur
- Williamsburg